# Biserica „Sfinții Împărați Constantin și Elena” din Lunga
Biserica „Sf. Împărați Constantin și Elena” este o biserică amplasată în Lunga, raionul Florești, Republica Moldova. Este un monument arhitectural de importanță națională inclus în Registrul monumentelor Republicii Moldova ocrotite de stat cu nr. 1385 (raionul Florești). Datează din 1836.